# Jungermanniopsida
Jungermanniopsida, biljni razred u koljenu jetrenjarki. Ime dolazi po rodu Jungermannia. Dijeli se na 8 redova

## Opis
Razred Jungermanniopsida uključuje lisnate i taloidne jetrenjarke. Postoji nedostatak zajedničkih karakteristika između ove dvije skupine. Listovi lisnatih jetrenjarki mogu biti cjeloviti ili režnjeviti s različitim oblicima umetanja. Taloidna jetrenjača može biti razgranata. Uljna tijela (struktura koja sadrži lipide i nalazi se u biljnim stanicama.) mogu, ali ne moraju biti prisutna. Kada su prisutna, uljna tijela obično se nalaze u gametofitskim i sporofitnim regijama jetrenjače. Postoji više uljnih tijela po stanici. Kod jetrenjarki sadrže izoprenoidna eterična ulja i okružene su jednom membranom. Veličina, oblik, boja i broj uljnih tijela po stanici karakteristični su za određene vrste i mogu se koristiti za njihovu identifikaciju.

## Podrazredi i redovi
1. Jungermanniidae Engl.
  1. Jungermanniales H. Klinggr.
  2. Porellales Schljakov
  3. Ptilidiales Schljakov
2. Metzgeriidae Barthol.-Began
  1. Metzgeriales Rosenv.
  2. Pleuroziales Schljakov
3. Pelliidae He-Nygrén, Juslén, Ahonen, Glenny & Piippo
  1. Fossombroniales Schljakov
  2. Pallaviciniales W. Frey & M. Stech
  3. Pelliales He-Nygrén, Juslén, Ahonen, Glenny & Piippo

Nepoznat položaj
1. Ricciopsis obrutschevii (Neuburg) Radcz.
2. Bryothallites Sh. Chandra
3. Discites T.M. Harris
4. Fucoides Brongn.
5. Hepaticites J. Walton
6. Krempogonium Nambudiri, Chitaley & Yawale
7. Mstikhinia Mosseichik, Ignatov & Ignatiev
8. Pellites P.C. Wu & C.Q. Guo
9. Prehepaticites T.A. Istchenko
10. Thallites Kidst. ex J. Walton
11. Tortilicaulis D. Edwards
12. Appianaceae